# 대한민국 제15대 국회 후반기 의장단 선거
제15대 국회 후반기 의장 선거는 1998년 8월 3일, 부의장 선거는 8월 17일 실시되었다.
선거 결과 9선의 박준규 자유민주연합 의원이 국회의장에, 7선의 신상우 한나라당 의원과 5선의 김봉호 새정치국민회의 의원이 국회부의장에 선출되었다.
국회법에 따라 선거는 1998년 5월 24일 실시되어야 했으나, 여야 간 원 구성 협의가 지연되며 8월 3일에야 치러질 수 있었다. 이 때문에 입법부의 수장인 국회의장직은 무려 2개월이 넘도록 공백 상태에 있었으며, 국회는 개의조차 하지 못한 채 마비 상태에 있었다. 또한 국회의장 선거 결과에 반발한 한나라당이 한동안 국회를 보이콧하여, 2인의 국회부의장은 더욱 늦게 선출되었다.
박준규 국회의장은 선거 당시 원내 제3당인 자유민주연합 소속이었는데, 이때까지 치러진 30번의 국회의장 선거 중 원내 제1당도, 2당도 아닌 3당의 소속 의원이 당선된 것은 사상 처음이었다. 국회의장 선거에서 1차 투표만에 당선자가 나오지 않아 2차 투표가 진행된 것은 1969년 국회의장 선거 이후 처음이자 역대 5번째로 있는 일이었으며, 3차 결선 투표가 진행된 것은 역대 처음으로 있는 일이었다. 또한 박준규 의장은 이미 1990년 국회의장 선거, 1992년 국회의장 선거에서 당선되어 두 차례 국회의장을 지낸 바 있었으므로, 역대 5번째로 국회의장직을 3번 이상 지낸 인물이 되었다.
국회의장단 선거에 앞서 여야 3당은 국회의장 당선자는 국회의 중립적 운영을 위하여 소속 정당을 탈당하도록 할 것과, 이후 국회법을 개정하여 국회의장의 당적 보유를 아예 금지할 것을 합의하였다. 그러나 국회의장 선거 이후 여권이 "국회법 개정 후에 탈당해야 한다"며 입장을 바꿈에 따라 박준규 의장은 자유민주연합 당적을 유지하게 되었다. 국회의장의 당적 보유를 금지하는 국회법 개정안은 이로부터 4년이 지난 2002년에 가서야 통과되었다.

## 선거 제도
국회의 의장 및 부의장은 국회의원들의 무기명 투표로 선출하되 만약 1차 투표 결과 재적 의원의 과반을 득표한 자가 없으면 2차 투표를 실시하고, 2차 투표에서도 과반 득표자가 나오지 않을 시 최고득표자와 차점자에 대하여 3차 결선 투표를 실시하되 이 경우 단순 다수 득표자를 당선자로 하도록 되어있었다.

## 배경
1998년 국회의장 선거는 여러모로 세간의 관심을 끌었다. 1997년 대통령 선거 결과 헌정 사상 최초의 정권 교체가 이뤄졌으며, 원내 제2당인 새정치국민회의와 제3당인 자유민주연합은 공동 여당을 구성하고 있었다. 이런 가운데 제1당인 한나라당은 김종필 자유민주연합 총재의 국무총리 임명 동의안 국회 표결을 거부하는 등 정부 여당과 충돌하고 있는 상황이었다. 이같이 여야 간에 첨예한 대립은 국회의장 선거에서도 그대로 나타났는데, 여야는 모두 어느 당에서 국회의장을 차지하느냐에 따라 앞으로의 정국 주도권을 잡는데 유리할 것으로 보고 국회의장직을 두고 한 치의 양보도 없는 신경전을 벌였다.
한나라당은 국회의석의 과반을 점한 당이 국회의장직을 차지하는 것은 당연한 일이라며 여당의 양보를 요구하였으나, 새정치국민회의와 자유민주연합은 똑같이 여소야대 상황이었던 13대 국회 때도 여당이 국회의장직을 맡았던 것을 들며 안정적인 국정 운영을 위해서는 여당이 국회의장을 배출하는 것이 필수적이라고 주장하였다. 그러던 7월 6일, 한나라당은 여야 모두 국회의장 후보를 내고, 본회의에서 표 대결로 국회의장을 결정할 것을 제안하였다. 의원 수에서 한나라당에 밀리던 여권은 처음에는 관례대로 사전 조정을 통해 국회의장을 결정해야 한다며 거부하였으나, 2개월이 넘는 국회 공백 사태에 대한 국민적 비판 여론이 거세지자 7월 18일 전격적으로 한나라당의 제안을 수용하였다. 이후 여야 3당은 7월 24일 총무 회담을 통해 원 구성 일정을 협의하고 8월 3일 제195회 국회 (임시회) 제1차 본회의에서 국회의장단 선거를 실시할 것을 합의하였다.
국회의장 선거일을 앞두고 여야는 상대 당 의원들을 상대로 열띤 포섭 공작을 펼쳤다. 새정치국민회의는 한나라당 내 민주계 의원들을, 자유민주연합은 민정계 의원들을 각각 접촉하여 반란 표를 부탁했으며, 한나라당은 반대로 자유민주연합 내 충청권 의원들을 접촉하여 "국회의장을 내주지 않으면 총리 인준도 없다"는 식의 압박을 가했다. 또 8석의 국민신당 의원들의 역할이 중요해졌는데, 새정치국민회의는 원 구성 협상에서 국민신당에 상임위원장 자리를 반드시 할애해 주겠다며 지지를 호소하였다.
국회의장 선거 당일 정당별 의석 수는 한나라당 151석, 새정치국민회의 88석, 자유민주연합 49석, 국민신당 8석, 무소속 3석이었다. 여야는 국회의장 선거 승리를 위해 와병 중인 의원들까지 선거 날에 등원하도록 종용하는 등 필사적인 모습을 보였다. 한나라당은 국회의장 선거에서 패할 경우 소속 의원 전원이 의원직을 사퇴할 것을 결의하기도 하였다.

## 후보

### 국회의장 후보

#### 새정치국민회의·자유민주연합
새정치국민회의와 자유민주연합은 국회의장 선거를 앞두고 내홍에 빠졌다. 새정치국민회의는 안정적인 국정 운영을 위해 공동 여당에서 국회의장을 차지해야 한다고 주장한 반면, 자유민주연합은 김종필 국무총리 인준에는 한나라당의 지원이 절실한 만큼 국회의장을 한나라당에 양보할 것을 주장하였다. 특히 자유민주연합 지도부 내 일부는 새정치국민회의가 국회의장직 차지를 고집하는 것이 김종필 총리 인준에 관심이 없기 때문이라며 날을 세웠다. 새정치국민회의는 국회의장 후보로 자유민주연합의 박준규 의원을 지명할 것을 제시하며 설득에 나섰으나, 자유민주연합 의원들의 반응은 대체로 냉담했다.
김대중 새정치국민회의 총재와 박태준 자유민주연합 총재는 7월 24일 청와대에서 주례 회동을 갖고 박준규 자유민주연합 의원을 두 여당의 공동 국회의장 후보로 내정하였다. 이후 새정치국민회의와 자유민주연합은 7월 30일 합동 의원총회를 개최하고 박준규 의원을 국회의장 후보에 공식 추대하였다. 여전히 김종필 총리 서리의 측근들은 괜히 야당과의 관계를 악화시켜 국회의장 선거도 패하고, 총리 인준도 어렵게 되었다며 불만을 표했으나, 박태준 총재는 "한나라당 의원들을 거당적으로 설득하면 자유 투표를 해도 이길 수 있을 것"이라며 설득하였다.
박준규 의원은 1993년 부정 축재 논란으로 국회의장직을 중도 사퇴한 바 있어 다시 국회의장을 맡는 것은 적절하지 않다는 지적이 나오기도 하였다. 그러나 박준규 의장은 해당 논란은 YS 정권의 표적 사정으로 인해 부풀려진 것이라며 일축하였다.

#### 한나라당
한나라당은 국회의장 후보를 결정하는 방법을 두고 갈등에 빠졌다. 조순 한나라당 총재를 비롯한 당 지도부와 중진 의원들은 당헌에 따라 총재가 국회의장 후보를 지명하고 지명된 사람을 의원총회에서 만장일치로 추대하도록 하는 방식을 주장하였다. 이럴 경우 조순 총재는 김윤환 부총재를 지명할 계획인 것으로 알려졌다. 신상우 의원, 오세응 의원, 이세기 의원 등 타 국회의장 출마 희망자들과 초재선 의원들은 경선을 통해 국회의장 후보를 선출할 것을 요구하고 나섰다. 그 외에 공식 입후보 없이 의원들이 지지 후보를 밝히고 최다 득표자를 후보로 하는 교황식 선출 방식도 논의되었다. 결국 한나라당은 7월 27일 국회의장 후보를 경선을 통해 선출할 것을 확정하였다.
7월 28일 하루 간 후보 등록을 받은 결과 민주계의 신상우 의원과 민정계의 오세응, 현경대, 이세기 의원이 입후보하였다. 그러나 현경대 후보는 경선 당일 사퇴를 선언하여, 경선은 3파전으로 진행되었다.
7월 29일 한나라당 의원총회에서 진행된 경선 투표 결과 7선의 오세응 후보가 국회의장 후보직을 거머쥐게 되었다. 오세응 후보는 정계 입문 초기에는 신민당에 속해 있었으나 12·12 쿠데타 이후 친정권 성향으로 돌변, 국가보위입법회의에서 입법의원을 지내고 민주정의당 창당에 참여한 인물이었다. 따라서 일각에서는 5공 정권의 하수인 노릇을 한 인사에게 국회의장을 맡기는 것은 부적절하다는 지적이 제기되었다.
| 후보     | 1차 투표 | 1차 투표 | 결선 투표 | 결선 투표 | 비고 |
| 후보     | 득표     | %        | 득표      | %         | 비고 |
| -------- | -------- | -------- | --------- | --------- | ---- |
| 오세응   | 53       | 37.1     | 69        | 49.3      | 당선 |
| 신상우   | 52       | 36.4     | 68        | 48.6      |      |
| 이세기   | 35       | 24.5     | -         | -         |      |
| 기권     | 1        | 0.7      | 1         | 0.7       |      |
| 무효     | 2        | 1.4      | 2         | 1.4       |      |
| 총투표수 | 143      | 100      | 140       | 100       |      |

이 경선 결과는 한나라당 민주계에 큰 타격이었다. 얼마 전 7·21 국회의원 보궐선거에서 민주계 소속의 안경률 한나라당 후보가 부산 해운대·기장 을 지역구에 출마했다가 김동주 자민련 후보에게 패한 이후, 민주계는 믿었던 텃밭 PK에서의 지지가 약해졌다는 점에서 큰 충격에 휩싸여 있었다. 또 민주계는 4월 20일 원내총무 경선에서 민정계에 패하는 등, 당내 주도권 경쟁에서 밀려나고 있는 상황이었다. 그런 와중에 승리가 점쳐지던 국회의장 후보 경선에서마저 민정계에 패배하자, 민주계는 당내 입지에 위협을 느끼게 되었다.

### 국회부의장 후보

#### 새정치국민회의·자유민주연합
김대중 새정치국민회의 총재와 박태준 자유민주연합 총재는 7월 24일 청와대에서 주례 회동을 갖고 김봉호 새정치국민회의 의원을 두 여당의 공동 국회부의장 후보로 확정하였다.
자유민주연합은 국회의장직만 차지하고 국회부의장직은 한나라당과 새정치국민회의에 양보한다는 방침에 따라 독자 국회부의장 후보를 내지 않았다. 그러나 국회의장 선거에서 한나라당에 패할 경우 당일 바로라도 국회부의장 후보를 낼 것을 고려하는 것으로 알려졌다.

#### 한나라당
당초 한나라당은 국회의장 선거에만 전념하고 국회부의장은 새정치국민회의와 자유민주연합에 양보한다는 방침을 정한 바 있었다. 그러나 한나라당은 국회의장 선거에서 두 여당에 패배하였고, 결국 국회부의장 후보 의논에 들어갔다. 한나라당은 국회의장 선거 패배, 당 지도부 총사퇴 등의 여파로 당이 어수선한 상태에서 국회부의장 후보 경선을 치르는 것은 분란만 일으킬 것이라고 보고 당헌대로 총재에게 국회부의장 후보 지명을 일임하기로 하였다. 당시는 조순 총재가 이기택 의원을 총재 권한 대행으로 지명하고 총재직을 사퇴한 상태였으므로, 국회부의장 후보 지명권은 이기택 총재 대행에게 있었다.
이런 가운데 이회창, 김윤환 등 비당권파는 양정규 의원을, 이한동, 김덕룡 등 범당권파는 신상우 의원을 국회부의장 후보로 지지하고 있었다. 그 외에 이중재 의원도 제3의 대안으로 거론되었다. 이기택 총재 대행은 7월 17일 국회부의장 선출을 위한 본회의가 열리기 직전에야 신상우 의원을 국회부의장 후보로 지명 발표하였다. 이기택 총재 대행은 훗날 자신이 이회창 명예총재 등의 강력한 반발에도 불구하고 신상우 의원을 부의장 후보에 지명한 것은 이회창 명예총재가 당권을 장악할 것이 확실한 상황에서 민주계에 부의장직을 할애해줘야 당의 분열을 막을 수 있다는 계산에 따른 것이었다고 술회하였다.

## 경과
1998년 8월 3일 제195회 국회 (임시회) 제1차 본회의에서 실시된 국회의장 선거에는 재적 의원 299명 중 한나라당의 최형우 의원과 노승우 의원, 자유민주연합의 김복동 의원, 무소속 강경식 의원 등 4명을 제외한 295명이 참석해 높은 투표 참여 열기를 보였다.
국회의장 선거일 당시 원내 최다선자였던 9선의 박준규 의원이 임시 의장을 맡아 선거의 사회를 봐야 했다. 그러나 의장석에 오른 박준규 의원은 본인이 후보이면서 선거의 사회를 보는 것은 민망하다며 임시 의장직을 차다선자에게 양보하겠다고 말하였다. 차다선인 8선의 김종필 의원은 개의 당시 본회의장 내에 없었으므로, 7선 의원 중 최연장자인 황낙주 의원이 임시 의장을 맡게 되었다.
오전 10시 반 경에 실시된 1차 투표 결과 과반 득표자가 나오지 않아 2차 투표를 해야 했는데, 이 과정에서 한나라당이 긴급 표 점검을 위한 의원총회를 열겠다며 정회를 요구하고 본회의장을 집단 퇴장하였다. 여당은 자기들 사정 때문에 투표를 미뤄달라는 것은 과한 요구라며 한나라당 의원들 없이 2차 투표를 속개할 것을 주장하였다.
한나라당은 국회 본청 146호실에서 의원총회를 열고 최소 12표의 이탈 표가 나온 것에 대한 대책을 논의하였다. 한나라당은 오세응 후보가 당선되지 않을 시 더 이상 여당에 협조하지 않겠다는 의미로 의원직 사퇴서를 작성하자고 결의하였으나, 일부 의원들이 사퇴서 서명을 거부해 또 한 번 소란이 일기도 하였다. 같은 시각 여당 측은 박준규를 잘못 쓴 무효표가 세 장이 나온 것에 대한 대책으로 소속 의원들에게 박준규 후보의 이름을 다시 교육하는 등 2차 투표 승리에 만전을 기하는 모습을 보였다.
2차 투표는 1시간 가량이 지체된 11시 50분에 개시되었으며, 12시 1분에 종료되었다. 한나라당은 이번에도 본회의장을 퇴장하여 소란이 일었으며, 결국 여야 원내 지도부는 결선 투표를 오후 3시 반으로 미루기로 합의하였다.
결국 한나라당 의원들은 3시 40분 경에야 본회의장에 입장하였으며, 점심도 거르고 있던 여야 의원들은 서둘러 3차 결선 투표에 들어갔다. 4시 40분 경 발표된 결선 투표 결과, 박준규 자유민주연합 의원이 최다 득표를 하여 국회의장에 당선되었다.
박준규 국회의장의 당선이 선포된 후, 한나라당은 국회의장의 당선사도 듣지 않고 퇴장하였으며, 한나라당 의원들이 끝내 본회의장에 복귀하지 않아 부의장 선거는 정족수 미달로 치를 수 없게 되었다.
한나라당은 소속 의원들에 대한 여당 측의 회유와 협박이 있었다며 강한 항의를 표시, 다음 날 김종필 국무총리 인준 투표에도 참석하지 않는 등 국회 일정 보이콧을 이어갔다. 당내에서는 표 단속을 제대로 하지 못한 당 지도부에 대한 책임론이 떠올랐으며, 결국 하순봉 원내총무와 조순 총재, 김덕룡 수석부총재 등이 사퇴를 선언하게 되었다.
이후 극한의 대치를 벌이던 여야는 8월 15일 회담을 갖고 8월 17일 국회부의장 및 상임위원장단 선거를 실시해 원 구성을 마치고, 김종필 국무총리 임명 동의안, 함승헌 감사원장 임명 동의안, 조무제 대법관 임명 동의안 등을 통과시키기로 합의하였다. 이같이 여야가 국회 정상화에 합의한 것은 IMF 사태로 국가가 위기 상황인데 국회의원들이 정쟁에 함몰되어 있는 것에 대한 국민적 비판 여론을 의식한 것으로 보여졌다.

## 선거 결과

### 국회의장 선거
대구광역시 중구 지역구의 박준규 자유민주연합 의원이 당선되었다.
| 후보   | 소속         | 1차 투표 | 1차 투표 | 2차 투표 | 2차 투표 | 결선 투표 | 결선 투표 |
| 후보   | 소속         | 득표     | %        | 득표     | %        | 득표      | %         |
| ------ | ------------ | -------- | -------- | -------- | -------- | --------- | --------- |
| 박준규 | 자유민주연합 | 147      | 49.2     | 146      | 48.8     | 149       | 49.8      |
| 오세응 | 한나라당     | 137      | 45.8     | 141      | 47.2     | 139       | 46.5      |
| 기권   | 기권         | 5        | 1.7      | 6        | 2.0      | 6         | 2.0       |
| 무효   | 무효         | 6        | 2.0      | 2        | 0.7      | 1         | 0.3       |
| 결석   | 결석         | 4        | 1.3      | 4        | 1.3      | 4         | 1.3       |
| 재적   | 재적         | 299      | 100      | 299      | 100      | 299       | 100       |

### 한나라당 몫 국회부의장 선거
부산광역시 사상구 을 지역구의 신상우 한나라당 의원이 당선되었다.
| 후보   | 소속           | 득표 | %    |
| ------ | -------------- | ---- | ---- |
| 신상우 | 한나라당       | 253  | 84.6 |
| 김봉호 | 새정치국민회의 | 3    | 1.0  |
| 김정수 | 한나라당       | 2    | 0.7  |
| 양정규 | 한나라당       | 2    | 0.7  |
| 이세기 | 한나라당       | 1    | 0.3  |
| 기권   | 기권           | 9    | 3.0  |
| 무효   | 무효           | 7    | 2.3  |
| 결석   | 결석           | 22   | 7.4  |
| 재적   | 재적           | 299  | 100  |

### 새정치국민회의 몫 국회부의장 선거
전라남도 해남군·진도군 지역구의 김봉호 새정치국민회의 의원이 당선되었다.
| 후보   | 소속           | 표수 | %    |
| ------ | -------------- | ---- | ---- |
| 김봉호 | 새정치국민회의 | 239  | 79.9 |
| 신상우 | 한나라당       | 3    | 1.0  |
| 국창근 | 새정치국민회의 | 1    | 0.3  |
| 김홍일 | 새정치국민회의 | 1    | 0.3  |
| 박근혜 | 한나라당       | 1    | 0.3  |
| 한영수 | 자유민주연합   | 1    | 0.3  |
| 한화갑 | 새정치국민회의 | 1    | 0.3  |
| 기권   | 기권           | 19   | 6.4  |
| 무효   | 무효           | 8    | 2.7  |
| 결석   | 결석           | 25   | 8.4  |
| 재적   | 재적           | 299  | 100  |